# 花50線
花50線（森榮－中心埔），起點花蓮縣鳳林鎮森榮里森榮，終點花蓮縣鳳林鎮長橋里中心埔，全長5.418公里。

## 路線特色
森榮至萬森路長橋路口之路段原為台16線東段（0K-2K路段曾為花45-1線鄉道），0K-2K為大客車應注意路段，途經台9線花東公路，森榮起點為知名的林田山林業文化園區。

## 途經鄉鎮
- 鳳林鎮：森榮里森榮（林田山林業文化園區）→鳳林萬榮鄉界（森榮橋）
- 萬榮鄉：鳳林萬榮鄉界（右接萬榮林道、往碧赫潭[7]）→萬榮村（萬榮鄉公所）→鳳林萬榮鄉界
- 鳳林鎮：鳳林萬榮鄉界→萬森路岔路（右接花45線）→萬里橋（萬森路平交道）→長橋路萬森路口（原台16線東段終點及原花50線起點）→台9線花東公路路口→長橋里中心埔